# Regering onder Schimmelpenninck
Het eenhoofdige bewind van de raadpensionaris Rutger Jan Schimmelpenninck werd in april 1805 ingesteld door de Franse machthebber Napoleon  en hield het één jaar uit. Schimmelpenninck werd bijgestaan door Secretarissen van Staat. Verder is er een Staatsraad en een uit 19 leden bestaand Wetgevend Lichaam, waarvan de leden als titel hebben Hunne Hoog Mogende, vertegenwoordigende het Bataafsch Gemeenebest. Het Wetgevend Lichaam heeft weinig macht en komt maar twee keer per jaar bijeen.
Onvrede van de Franse keizer over het beleid van Schimmelpenninck leidde op 5 juni 1806 tot diens vervanging. Een Nederlandse delegatie wordt door de keizer gedwongen bij hem een verzoek in te dienen om zijn jongere broer, Lodewijk Napoleon, als koning aan te stellen.
Er komt wederom een nieuwe Grondwet, de Constitutie voor het Koninkrijk Holland, waarin de grondrechten en de structuur binnen het nieuwe koninkrijk zijn vastgelegd, die op 7 augustus 1806 in werking treedt.

## Raadpensionaris
- Rutger Jan Schimmelpenninck

## Secretarissen van Staat
- Secretaris van Staat: Carel Gerard Hultman (patriot)
- Minister van Buitenlandse Zaken: Maarten van der Goes van Dirxland (patriot)
- Minister van Binnenlandse Zaken: Hendrik van Stralen (orangist), van 2 mei 1805 tot 19 juni 1806
- Minister van Financiën: Isaäc Jan Alexander Gogel (patriot), van 1 mei 1805 tot 5 juni 1806
- Minister van Oorlog:
  - Gerrit Jan Pijman (patriot)
  - G.J. Pijman (patriot), a.i. van 19 juni 1806 tot 11 juli 1806
- Ministers van Marine
  - Henricus van Roijen (orangist), a.i. van 1 mei 1805 tot 16 september 1805
  - Carel Hendrik Ver Huell (patriot), van 1 mei 1805 tot 10 juni 1806)